# Hedwigkirche (Gliwice)

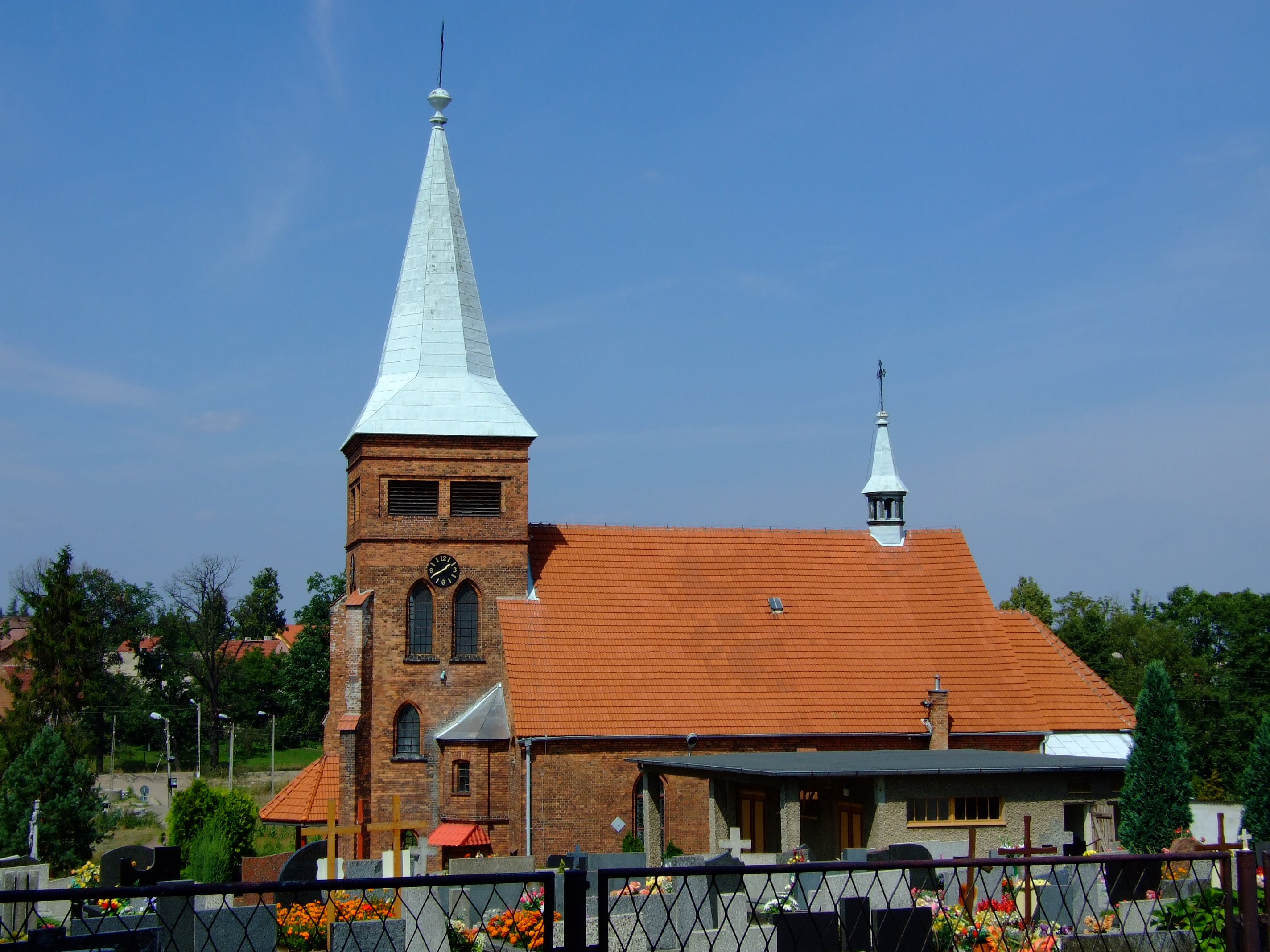
Blick auf die Hedwigkirche

Die Hedwigkirche  (polnisch Kościół św. Jadwigi) im oberschlesischen Gliwice (Gleiwitz) ist eine römisch-katholische Pfarrkirche. Die Kirche im neogotischen Stil stammt vom Ende des 19. Jahrhunderts und ist der heiligen Hedwig von Schlesien (1174–1243) geweiht. Die Hedwigkirche gehört der Pfarrgemeinde St. Hedwig in Gliwice (Gleiwitz) im Dekanat Gliwice-Łabędy des Bistums Gliwice an. Sie befindet sich an der Ulica Zamojska 12 im Stadtteil Brzezinka. Die Kirche ist umgeben von einem katholischen Friedhof.

## Geschichte
1437 wurde im Ort ein Pfarrhaus erwähnt. Die Pfarrgemeinde wurde 1447 erwähnt. Die alte Kirche stammte aus dem 15. Jahrhundert. Der Neubau der Kirche entstand auf Initiative des Pfarrers Heinrich Treger, der den Bau am 18. Oktober 1891 segnete. Die neue Kirche entstand durch Ausbau des Vorgängerbaus. 1899 wurde der zweite Bauabschnitt der Kirche mit dem Kirchturm fertiggestellt. Am 27. Mai 1911 wurde die Kirche durch den Breslauer Weihbischof Karl Augustin (1847–1919) feierlich geweiht. Zudem wurde 1929 das St.-Antonius-Stift in der Pfarrgemeinde erbaut, in dem ein Nonnenkloster und eine Mädchenschule eingerichtet wurden. Die Nonnen kamen 1915 in den Ort. Nach dem Einmarsch der Sowjetarmee im Frühjahr 1945 wurde das Pfarrhaus angezündet und der Pfarrer der Gemeinde Anton Winkler (1875–1945), sowie Pfarrer Wilhelm Dropalla (1907–1945) und Pfarrer Paul Kutscha (1911–1945) ermordet.
1962 wurde das Kirchengebäude restauriert und während der Arbeiten wurde das Familiengrab der Familie Zmeskal und das Grab von Zuzanna Zmeskal aus dem Jahr 1648 entdeckt und gesichert. Die Familie Zmeskal waren die Besitzer des Ortes. Von 2000 bis 2010 wurde sie erneut grundlegend saniert.

## Architektur
Bei der Hedwigkirche handelt es sich um ein neogotisches Bauwerk mit einer roten Ziegelsteinfassade ohne Dekorationselemente. Gegliedert wird die Fassade durch Vertiefungen. Das Fundament besteht aus grauen Feldsteinen. Sie besitzt einen einzelnen Kirchturm sowie einen Dachreiter.
Der Hauptaltar besitzt ein Gemälde mit einer Darstellung der heiligen Hedwig von F. Winter. Das barocke Taufbecken  aus der Mitte des 18. Jahrhunderts stellt die Taufe Jesu dar.